# Promover al adversario
"Promoviendo al adversario" o "Promoviendo adversarios" (en inglés "Promoting adversaries") se refiere a una relación táctica de hecho establecida entre organizaciones contrarias o supuestamente contrarias (que pueden ser países, organizaciones terroristas, empresas, equipos de fútbol o de cualquier otro deporte competitivo, instituciones religiosas o políticas, etc, o mezclas de dos de estas categorías), en la que ambas partes se benefician en un sentido u otro (por ejemplo porque así ganan o concentran poder o riqueza o prestigio, porque así distraen la atención pública, porque así estimulan a mejorarse y superarse).
Por lo general, nadie sabe el relacionamiento entre las partes es tal que ninguna de ellas trata de imponerse a la otra en forma definitiva, porque la permanencia del 'conflicto' ayuda a ambos lados (una batalla ganada al adversario es tanto más valoradas cuanto más fuerte sea ese adversario, mientras que una derrota o una pérdida puede ser considerada como 'aceptable' y 'ocasional'; incluso la propia existencia del adversario puede ser un justificativo para la propia existencia, y/o para así obtener recursos para sus actividades y sus proyectos).
La táctica implantada y respetada por ambos lados es mutuamente beneficiosa para ambas partes, aun cuando esto ocurra entre organizaciones opuestas o contrarias o competidoras.

## Promoviendo al adversario en materia 'militar', 'política', y/o 'económica'
La promoción de adversarios tiene sentido en un marco en el que las partes que se enfrentan tienen posiciones cada vez más polarizadas. Cuando esta táctica es aplicada, tiene el efecto de hacer más extremas las posiciones causas del enfrentamiento. Así, grupos fundamentalistas se vuelven ... más fanáticos, y naciones, agencias, militares, y partidos políticos, se hacen más represivos y autoritarios. Y con el tiempo, ambos contendientes se oponen uno al otro tanto en intensidad como en estrategia y como en cantidad de otros aspectos.
La táctica relativamente reciente del bombardeo suicida y de las acciones suicidas, en muchos casos ha surgido de enfrentamientos entre adversarios que indirectamente se promueven y se respetan.
En el libro de George Orwell titulado 1984 las tres súper naciones restantes en ese mundo imaginado, se benefician de los ataques mutuos, y por tanto la guerra es permanente y deseada.

## Promoviendo al adversario en 'cultura pop' y en 'relaciones públicas'
Esta táctica es bastante similar a lo que se expresó anteriormente en cuanto a dinámica, y aplicada a ciertas técnicas publicitarias de promoción de individuos o de productos, como por ejemplo :
- Donald Trump vs. Rosie O'Donnell.
- Paris Hilton vs. Nicole Richie.
- Paris Hilton vs. Lindsay Lohan.
- Keith Olbermann de MSNBC vs. Bill O'Reilly de Fox News.
- Así como conflictos creados por o derivados de productos manufacturados, y también los que se generan o se promueven en muchos "reality shows" en televisión...

La estrategia promoviendo al adversario también ha sido recientemente parodiada por Stephen Colbert en su programa The Colbert Report, en donde una marca de helado (AmeriCone Dream) compite contra otra (Country Peach Cobbler). Desde luego, este 'conflicto' o este 'enfrentamiento' genera publicidad para ambos productos, los que al pertenecer a la misma empresa, hace que los aspectos comerciales y económicos tengan menor importancia.
Promoviendo adversarios en definitiva es un concepto bastante similar al de frenemy.